# ميجليتول
ميجليتول هو عقار مضاد للسكري عن طريق الفم ويعمل عن طريق تثبيط قدرة المريض على تحطيم الكربوهيدرات المعقدة إلى جلوكوز. فهو يستخدم في المقام الأول في مرض السكري من النوع 2 لإقامة سيطرة أكبر على نسبة السكر في الدم عن طريق منع هضم الكربوهيدرات (مثل المركبات السكرية الثنائية، أوليغوساكاريدس، والسكريات المتعددة) إلى السكريات الأحادية التي يمكن استيعابها من قبل الجسم.
ميجليتول، وغيرها من سكريات الإمينو المرتبطة هيكليا، تثبط الأنزيمات الأنتراكينون هيدرولاز المسماة ألفا جلوكوزيد. بما أن ميجليتول يعمل عن طريق منع الهضم من الكربوهيدرات، فإنه يقلل من درجة ارتفاع السكر في الدم بعد الأكل. يجب أن يؤخذ في بداية الوجبات الرئيسية ليقدم الآثار القصوى. تأثيره سوف يعتمد على كمية الكربوهيدرات غير أحادية السكاريد في النظام الغذائي للشخص.
وعلى النقيض من اكاربوسي (مثبط ألفا جلوكوزيد آخر)، ميجليتول يتم امتصاصه بشكل منتظم. ومع ذلك، لا يتم استقلاب ذلك ويفرز عن طريق الكلى.